# Indigofera stenosepala
Indigofera stenosepala är en ärtväxtart som beskrevs av John Gilbert Baker. Indigofera stenosepala ingår i släktet indigosläktet, och familjen ärtväxter. Inga underarter finns listade i Catalogue of Life.